# فرقة مياس
فرقة مياس هي فرقة رقص استعراضية عالمية لبنانية تأسَّست عام 2013 على يدِ الشاب نديم شرفان وكانت أول خطواتها نحو الشهرة عام 2019.

## الاسم
اختار موسس الفرقة نديم شرفان اسم مياس والمشتق من (ماس) ويعني القوام الممشوق.

## الجوائز والألقاب
نالت فرقة مياس المركز الاول في برنامج أرابز غوت تالنت (الموسم السادس)، وحصلت عام 2022 على المركز الأول في برنامج أمريكا غوت تالنت.